# Fietssnelweg F7
De F7 is een fietssnelweg in Vlaanderen. De fietssnelweg volgt spoorlijn 75 (Gent - Kortrijk) en vormt zo een functionele fietsverbinding tussen Gent en Kortrijk. De fietsroute is 45 km lang. Tussen Waregem en Gent is de fietssnelweg reeds befietsbaar. Tussen Kortrijk en Waregem dient nog een fietsverbinding aangelegd te worden.

## Geschiedenis
In 2014 werd de route als nummer 8 opgenomen in het fietssnelwegenplan van de provincie Oost-Vlaanderen, en in 2016 opgenomen in het Vlaams netwerk van fietssnelwegen. Er zijn tal van projecten gestart om wegen naast het spoor opnieuw in te richten voor fietsverkeer.

## Deeltrajecten

### Oude spoorwegbedding Gent - De Pinte
Vanaf het begin in Gent volgt de fietssnelweg het vroegere tracé (tot 1913) van de spoorlijn Gent-Kortrijk. Dit rechtlijnige traject tussen Gent en De Pinte start op de fietspaden van De Pintelaan.

#### Parkbosbruggen
De Parkbosbruggen leiden de fietssnelwegen F7 en F45 veilig over de Ringvaart, de R4 en de E40, en zijn geopend in 2018.

#### Zwijnaarde - De Pinte
Bij de oorspronkelijke aanleg werd het fietspad tussen de Parkbosbruggen en de Klossestraat (doorgang door het Parkbos) half verhard met fijn grind, wat vooral bij regen nadelig was voor het comfort voor fietsers en snel degradeerde. Na een aantal jaar werd dit segment (Oude Spoorweg en Modderenmanpad) daarom geasfalteerd (september-oktober 2024) en, om te passen bij de natuurlijke omgeving, bestreken met de kleur markies (een soort beige). Dit traject telde toen 2000 fietsers per dag, een verdubbeling ten opzichte van 2018.

### Jacques Roggebrug
De Jacques Roggebrug is de fietsbrug die vanaf mei 2022 fietssnelweg F7 over de drukke N35 Volhardingslaan in Deinze leidt. De stalen brug van 44 meter weegt 84 ton. Hij is genoemd naar gewezen voorzitter van het IOC en Deinzenaar Jacques Rogge. Hij zou met zijn 6 meter de breedste fietsbrug van Europa zijn. Aansluitend leiden twee andere bruggen de fietssnelweg over twee bestaande fietstunnels onder de sporen. Al deze werken startten in 2021 en kosten € 3,5 miljoen.

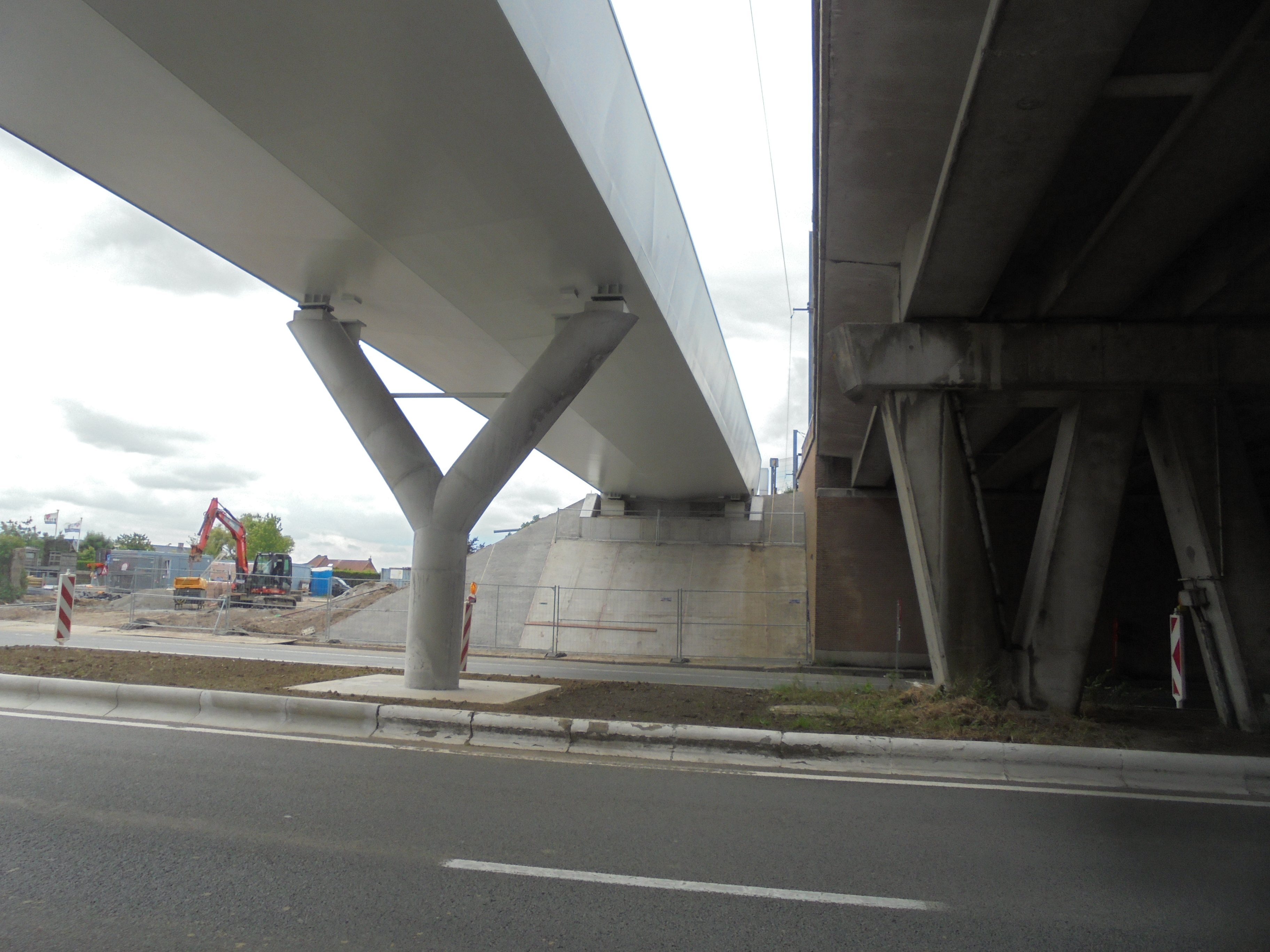
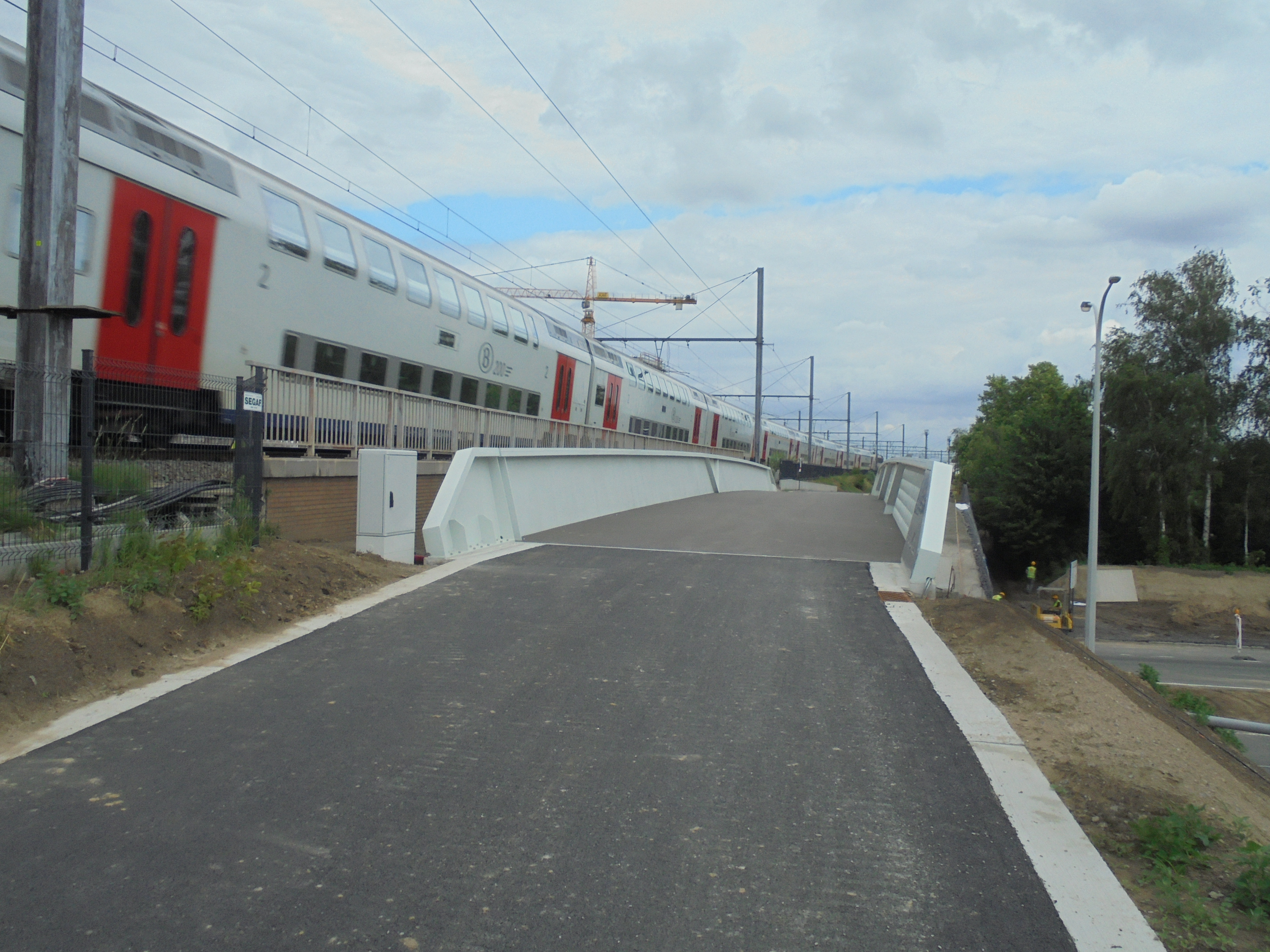

### Deinze-Zulte
Verderop in Petegem wil Infrabel de spooroverweg in de Molenstraat afschaffen, wat in de gemeentepolitiek op weerstand stuitte. Een nieuwe fiets- en voetgangerstunnel wordt overwogen.
Aansluitend volgen de jaren nadien nog realisaties van twee grote stukken fietssnelweg in respectievelijk Deinze (Petegem) en Zulte. Hiermee zal de fietssnelweg F7 in Oost-Vlaanderen voltooid geraken.

#### Fietstunnel Drogenboomstraat
Vanaf mei 2024 start de bouw van een fietstunnel onder de brug van de Drogenboomstraat in Zulte.

### West-Vlaanderen
Voor het tracé in West-Vlaanderen maakt de Provincie West-Vlaanderen een provinciaal ruimtelijk uitvoeringsplan (PRUP) op voor de aanleg van de fietssnelweg langs het spoor tussen Kortrijk, Harelbeke en Waregem. Er waren hiervoor startnota's in oktober 2017 en maart 2019, gevolgd door een voorkeurstracé in november 2019. 
Op 20 juni 2024 heeft de provincieraad dit RUP voorlopig vastgesteld.
De fietssnelweg F7 van 13 km komt afwisselend aan de noord- en de zuidzijde van de spoorweg, en wisselt er drie keer van kant. Er zijn nieuwe fietstunnels en fietsbruggen nodig over de drie ringwegen en het kanaal en onder de vijf bestaande spoorwegbruggen.

#### Waregem - Harelbeke
In Waregem wisselt fietssnelweg F7 van spoorwegkant via de bestaande fietsonderdoorgang (restant van de vroegere spoorlijn 66A, Weversstraat) ten zuidwesten van station Waregem. Vanaf daar tot Harelbeke zal de F7 aan de zuidkant van de spoorlijn Gent - Kortrijk liggen.

#### Harelbeke - Kortrijk
In Harelbeke wisselt fietssnelweg F7 van spoorwegkant via een nieuwe fietsonderdoorgang ter hoogte van de Stasegemsestraat. Vanaf daar zal de F7 aan de noordkant van de spoorweg liggen tot Kortrijk. De fietssnelweg wordt op de spoorberm aangelegd en moet zo de R8, Spinnerijkaai, het Kanaal Bossuit-Kortrijk en de Goedendaglaan overbruggen.
Een nieuwe fietsonderdoorgang ter hoogte van de Passionistenlaan zal aansluiten op fietssnelweg F45 (Guldenspoorpad) ten zuiden van de spoorweg.

### Openstellingsgeschiedenis
| Van        | Naar                | Lengte | Datum      |
| ---------- | ------------------- | ------ | ---------- |
| Gent       | De Pinte            | 7 km   | 2018       |
| De Pinte   | Sint-Martens-Latem  | 2,4 km | 31-03-2020 |
| Beekstraat | Karrestraat, Astene | 1 km   | 2020       |
| Petegem    | Machelen            | 1,4 km | 23-11-2019 |

## Plaatsen langs de F7
De F7 loopt langs een aantal treinstations.

## Aansluitingen
De fietssnelweg F7 sluit aan op volgende andere fietssnelwegen: F37 (Ieper-Deinze), F371 (Komen-Deinze), F374 (Kortrijk-Zwevegem), F40 (Buitenring Gent), F400 (Gentse Fietsring) en F45 (Gent-Oudenaarde-Kortrijk).

## Signalisatie

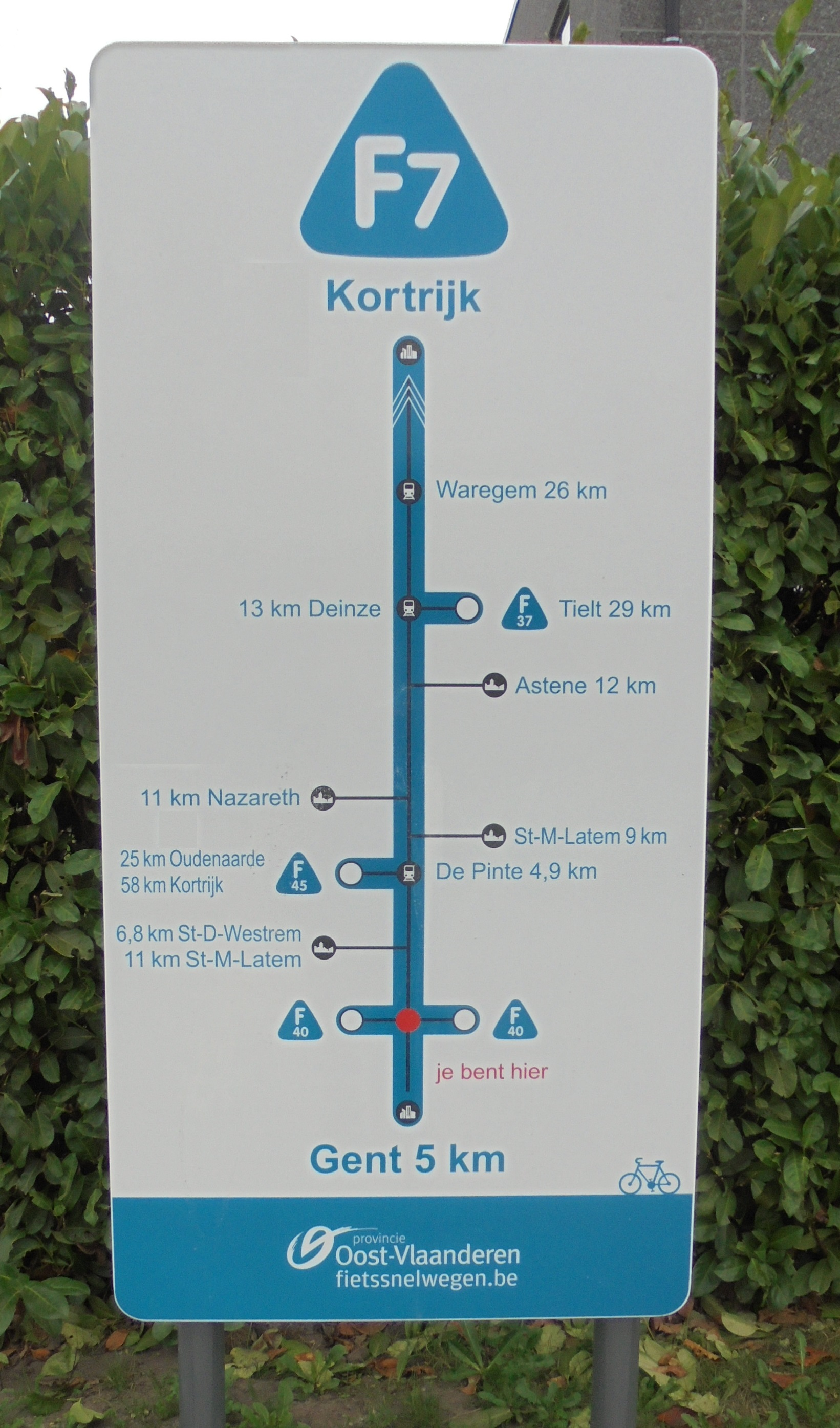
Wegwijzer in Gent

De signalisatie op de fietssnelweg bestaat uit borden en markeringen op de grond. Men herkent ze aan het blauwe fietszadel met daarin de witte letter F. De borden geven de richting aan en op belangrijke knooppunten geven ze meer uitgebreide informatie over de richting naar de eerstvolgende gemeenten en het einde van de route. De markeringen op de grond bevestigen dat men zich nog steeds op de route bevindt.

## Telpalen
In Gent, Deinze en Zulte zijn door de provincie Oost-Vlaanderen telpalen geplaatst. De teller telt er elke fietser die langs passeert en is uitgerust met een digitaal display. Om fietsen te stimuleren, zetten de gemeenten van Zulte en Deinze elke 100.000ste getelde fietser in de bloemetjes.
| Datum      | Aantal fietsers |
| ---------- | --------------- |
| 18-06-2018 | 0               |
| 04-09-2018 | 100.000         |
| 31-12-2019 | 400.000         |
| 30-12-2020 | 1.000.000       |

| Datum      | Aantal fietsers |
| ---------- | --------------- |
| 01-01-2020 | 0               |
| 07-08-2020 | 100.000         |

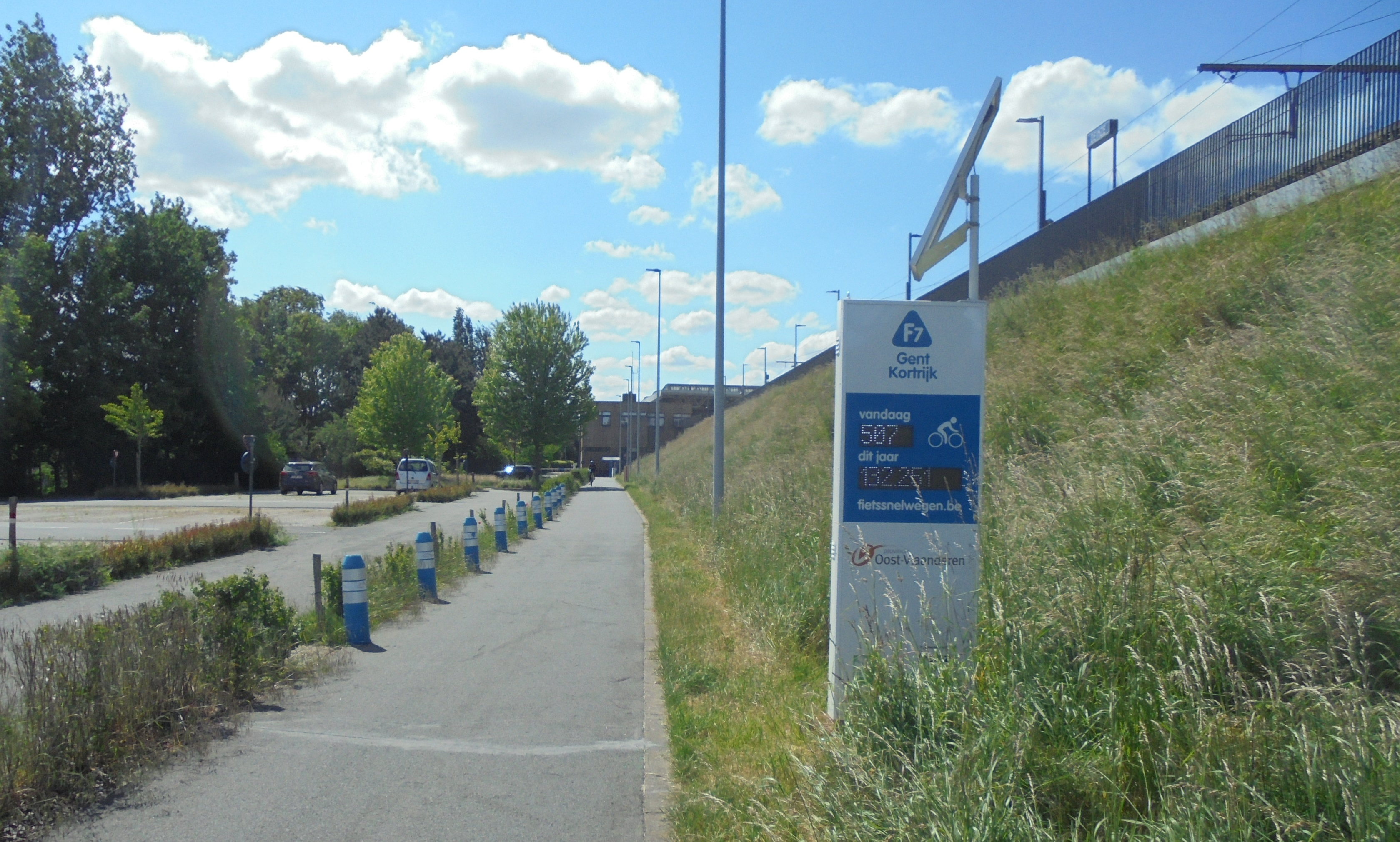
Telpaal in Deinze ter hoogte van station Deinze.
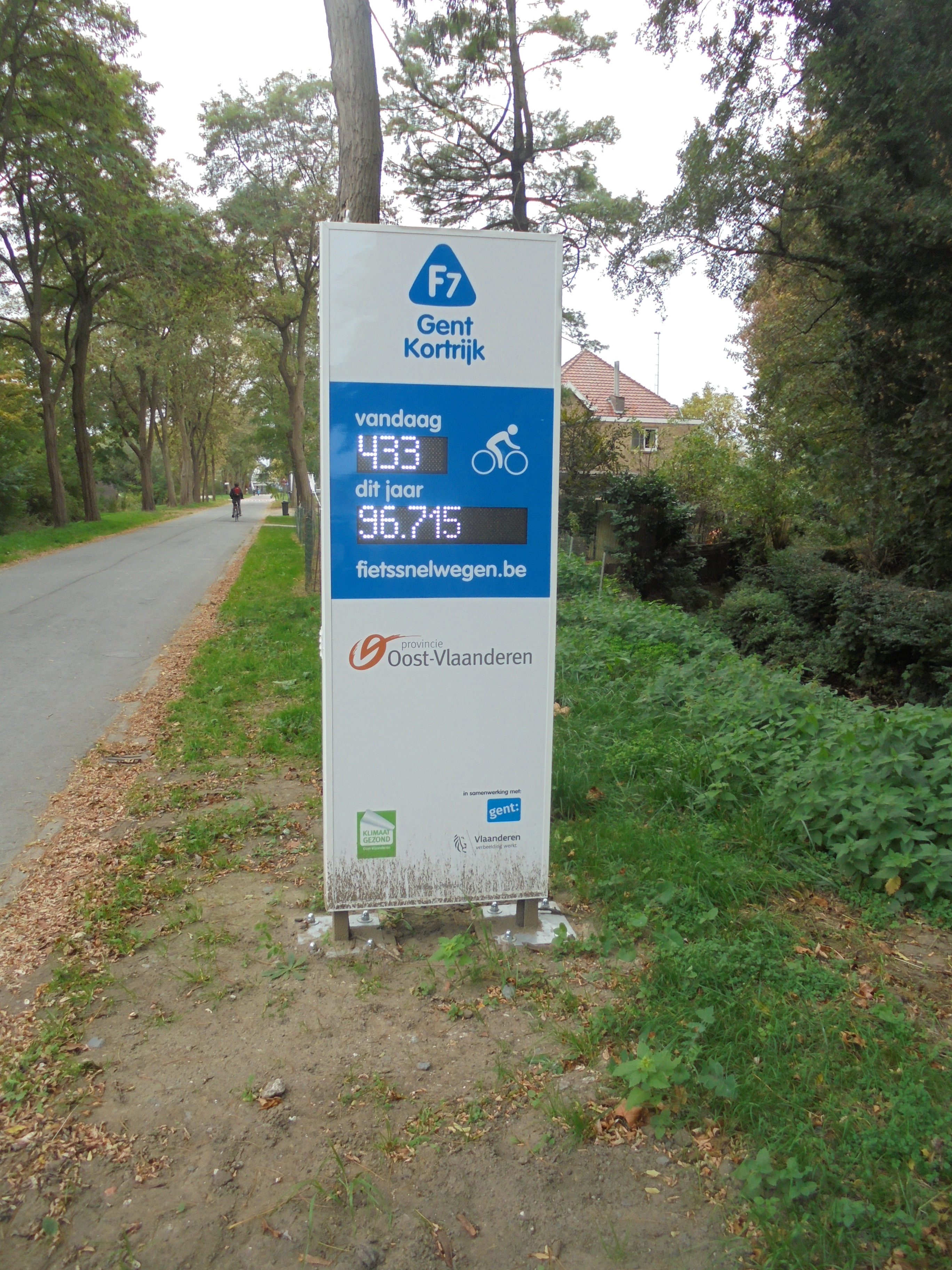
Telpaal in Gent tussen de Parkbosbruggen.